# Comté de Dade (Missouri)
Pour les articles homonymes, voir Comté de Dade.
Le comté de Dade, en anglais : Dade county, est un comté du Missouri aux États-Unis. Le siège du comté se situe à Greenfield. Le comté fut créé en 1841 et nommé en hommage au major de Virginie Francis L. Dade tué en 1835 lors de la guerre des Séminoles.  Au recensement de 2000, la population était constituée de 7.923 individus. 

## Géographie
Selon le bureau du recensement des États-Unis, le comté totalise une surface 1.311 km² dont 41 km² d’eau. 

### Comtés voisins
- Comté de Cedar (au nord)
- Comté de Polk (au nord-est)
- Comté de Greene (au sud-est)
- Comté de Lawrence (au sud)
- Comté de Jasper (au sud-ouest)
- Comté de Barton (à l'ouest)

### Routes principales
- U.S. Route 160
- Missouri Route 39
- Missouri Route 97

## Démographie
Selon le recensement de 2000, sur les 7 923 habitants, on retrouvait 3 202 ménages et 2 276 familles dans le comté. La densité de population était de 6 habitants par km² et la densité d’habitations (3 758 au total)  était de 3 habitations par km². La population était composée de 97,45 % de blancs, de 0,27 %  d’afro-américains, de 0,71 % d’amérindiens et de 0,14 % d’asiatiques.
29,10 % des ménages avaient des enfants de moins de 18 ans, 61,3 % étaient des couples mariés. 24,3 % de la population avait moins de 18 ans, 6,8 % entre 18 et 24 ans, 24,1 % entre 25 et 44 ans, 24,4 % entre 45 et 64 ans et 20,3 % au-dessus de 65 ans. L’âge moyen était de 42 ans. La proportion de femmes était de 100 pour 95,9 hommes.
Le revenu moyen d’un ménage était de 29.097 dollars.

## Villes et cités
| - Arcola - Bona | - Dadeville - Everton | - Greenfield - Lockwood | - South Greenfield |  |